# کاسان (شفت)
کاسان یک روستا در ایران است که در شهرستان شفت استان گیلان واقع شده‌است.

## جمعیت
این روستا در دهستان ملاسرا قرار دارد و براساس سرشماری مرکز آمار ایران در سال ۱۳۸۵، جمعیت آن ۶۹۶ نفر (۱۸۴ خانوار) بوده‌است.